# Ogyges cakchiqueli
Ogyges cakchiqueli is een keversoort uit de familie Passalidae. De wetenschappelijke naam van de soort is voor het eerst geldig gepubliceerd in 1990 door Schuster & Reyes-Castillo.